# Walter Nesbit
Walter Nesbit (* 1. Mai 1875 in Belleville, Illinois; † 6. Dezember 1938 ebenda) war ein US-amerikanischer Politiker. Zwischen 1933 und 1935 vertrat er den Bundesstaat Illinois im US-Repräsentantenhaus.

## Werdegang
Walter Nesbit besuchte die öffentlichen Schulen seiner Heimat sowie einige Abendschulen. Zwischen 1892 und 1912 arbeitete er im Kohlebergbau. Bei der Gewerkschaft United Mine Workers of America bekleidete er bis 1933 verschiedene Positionen. Unter anderem war er als Schatzmeister tätig. Gleichzeitig schlug er als Mitglied der Demokratischen Partei eine politische Laufbahn ein.
Bei den Kongresswahlen des Jahres 1932 wurde Nesbit im 27. Wahlbezirk von Illinois in das US-Repräsentantenhaus in Washington, D.C. gewählt, wo er am 4. März 1933 die Nachfolge von William H. Dieterich antrat. Da er im Jahr 1934 nicht bestätigt wurde, konnte er bis zum 3. Januar 1935 nur eine Legislaturperiode im Kongress absolvieren. Während dieser Zeit wurden dort die ersten der New-Deal-Gesetze der Bundesregierung unter Präsident Franklin D. Roosevelt verabschiedet. Im Jahr 1935 wurden erstmals die Bestimmungen des 20. Verfassungszusatzes angewendet, wonach die Legislaturperiode des Kongresses jeweils am 3. Januar endet bzw. beginnt.
Nach dem Ende seiner Zeit im US-Repräsentantenhaus gründete Walter Nesbit den Club Congress in Belleville. 1938 kandidierte er erfolglos für das Amt des Sheriffs im St. Clair County. Er starb am 6. Dezember desselben Jahres in Belleville, wo er auch beigesetzt wurde.